# Избори за Европски парламент 2009. (Немачка)
Избори за Европски парламент 2009. у Немачкој су одржани 7. јуна 2009. за избор 99 немачких посланика Европског парламента. Избори су видели победу  Хришћанско-демократске уније.

## Резултати
| Странке и коалције | Странке и коалције                   | Европске партије                          | Бр. гласова | %      | +/-  | Мандати | +/- |
| ------------------ | ------------------------------------ | ----------------------------------------- | ----------- | ------ | ---- | ------- | --- |
|                    | Хришћанско-демократска унија Немачке | Европска народна партија                  | 8.069.983   | 30,7   | -5,9 | 34      | -6  |
|                    | Социјалдемократска партија Немачке   | Партија европског социјализма             | 5.471.703   | 20,8   | -0,7 | 23      | ±0  |
|                    | Савез 90/Зелени                      | Европска партија зелених                  | 3.193.821   | 12,1   | +0,2 | 14      | +1  |
|                    | Странка слободних демократа          | Европски либерали, демократе и реформисти | 2.887.331   | 11,0   | +4,9 | 12      | +5  |
|                    | Левица                               | Партија европске левице                   | 1.968.325   | 7,6    | +1,5 | 8       | +1  |
|                    | Хришћанско-социјална унија Баварске  | Европска народна партија                  | 1.896.777   | 7,2    | -0,8 | 8       | -1  |
|                    | Важећи гласови                       | Важећи гласови                            | 26.328.152  |        |      |         |     |
|                    | Неважећи гласови                     | Неважећи гласови                          | 596.682     |        |      |         |     |
| Излазност          | Излазност                            | Излазност                                 | 26.924.834  | 43,3   |      |         |     |
| Уписани бирачи     | Уписани бирачи                       | Уписани бирачи                            | 62.202.941  |        |      |         |     |
| Укупно             | Укупно                               | Укупно                                    | 26.924.834  | 100,00 |      | 99      |     |